# Madonna mit Kind (Bazincourt-sur-Saulx)

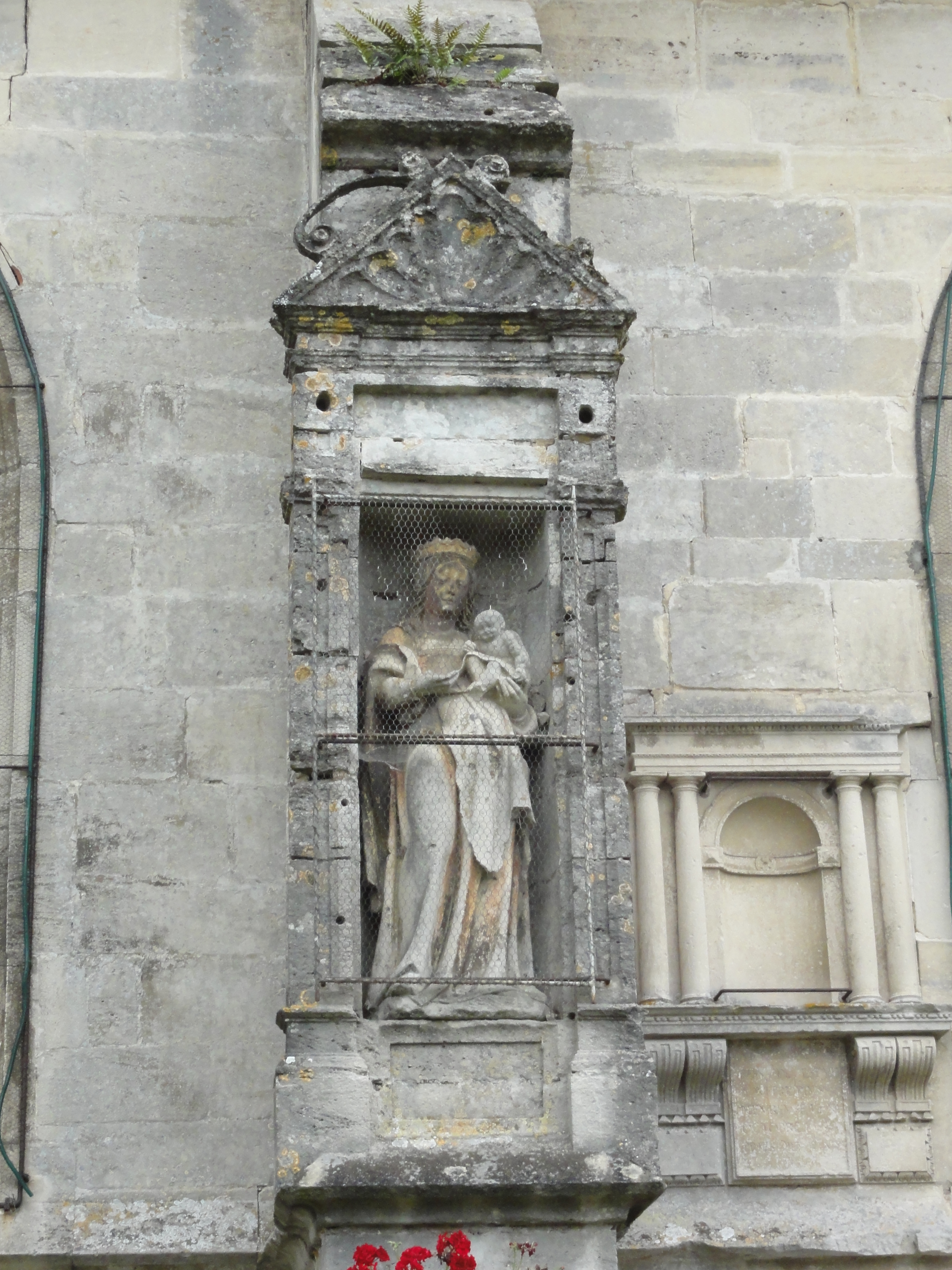
Madonna mit Kind in Bazincourt-sur-Saulx

Die Madonna mit Kind außen an der katholischen Kirche St-Pierre-ès-Liens in Bazincourt-sur-Saulx, einer französischen Gemeinde im Département Meuse in der Region Grand Est, wurde im 16. Jahrhundert geschaffen. Im Jahr 1915 wurde die Skulptur als Monument historique in die Liste der geschützten Objekte (Base Palissy) in Frankreich aufgenommen.
Die Kalksteinskulptur in einer Nische der Nordfassade wurde vermutlich während der Renovierung der Kirche um 1534 aufgestellt. Maria trägt eine kleine Krone auf ihrem Haupt und hält auf ihrem linken Arm das nackte Jesuskind. Ihr weiter Mantel reicht bis zum Boden. 
Die Spuren einer Farbfassung sind noch zu erkennen.